# トライアンフ・TR

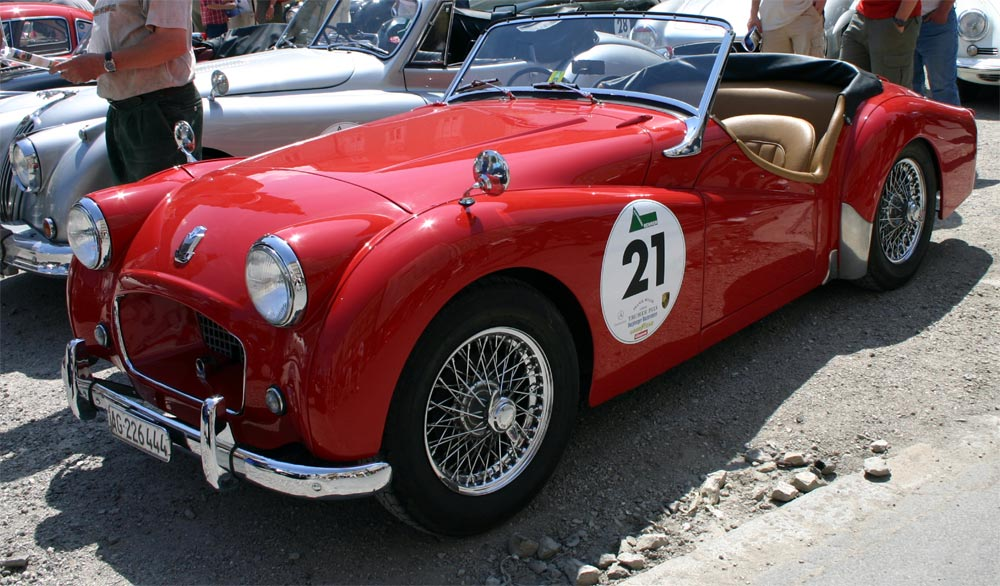
TR2

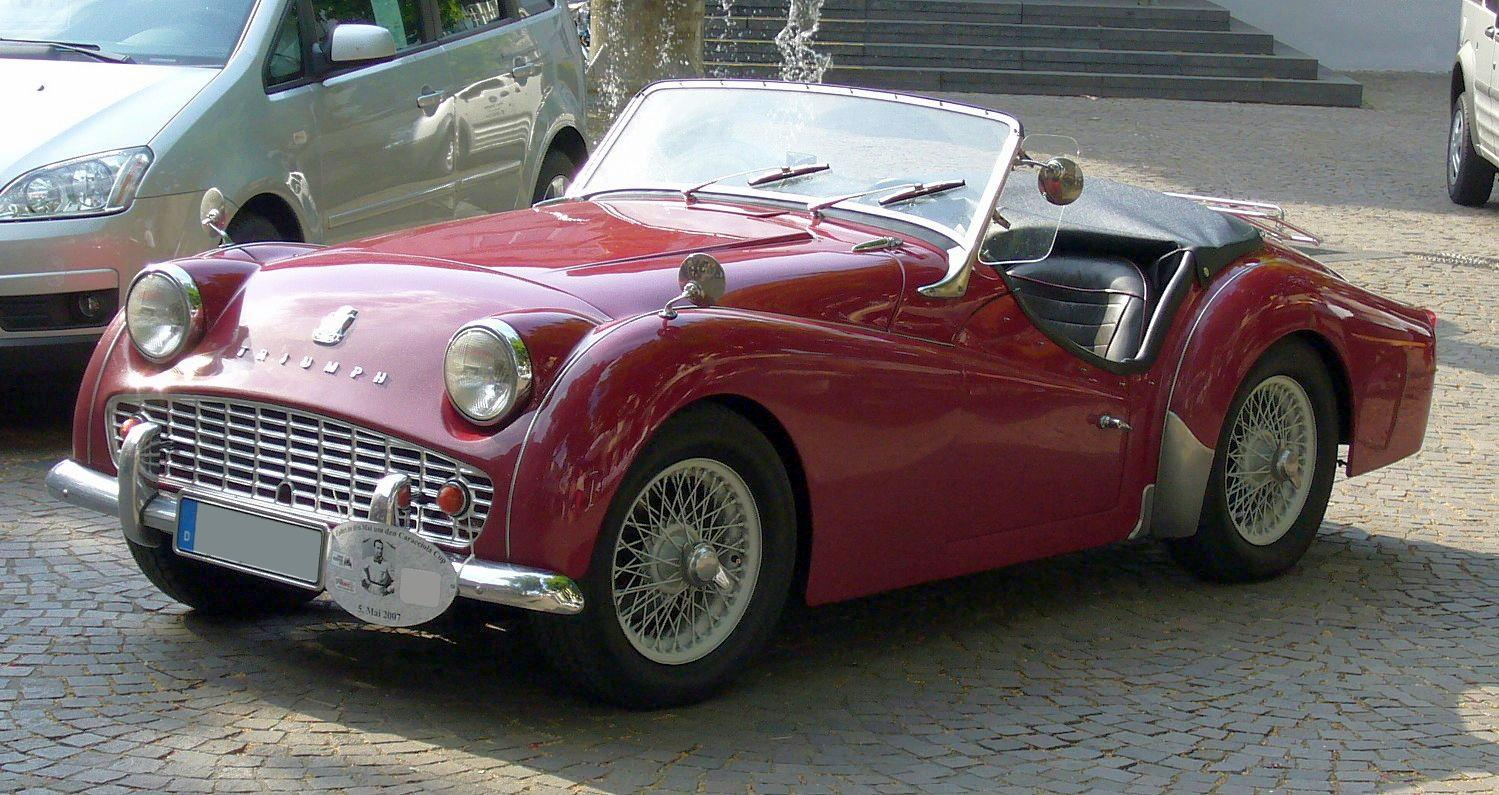
TR3A

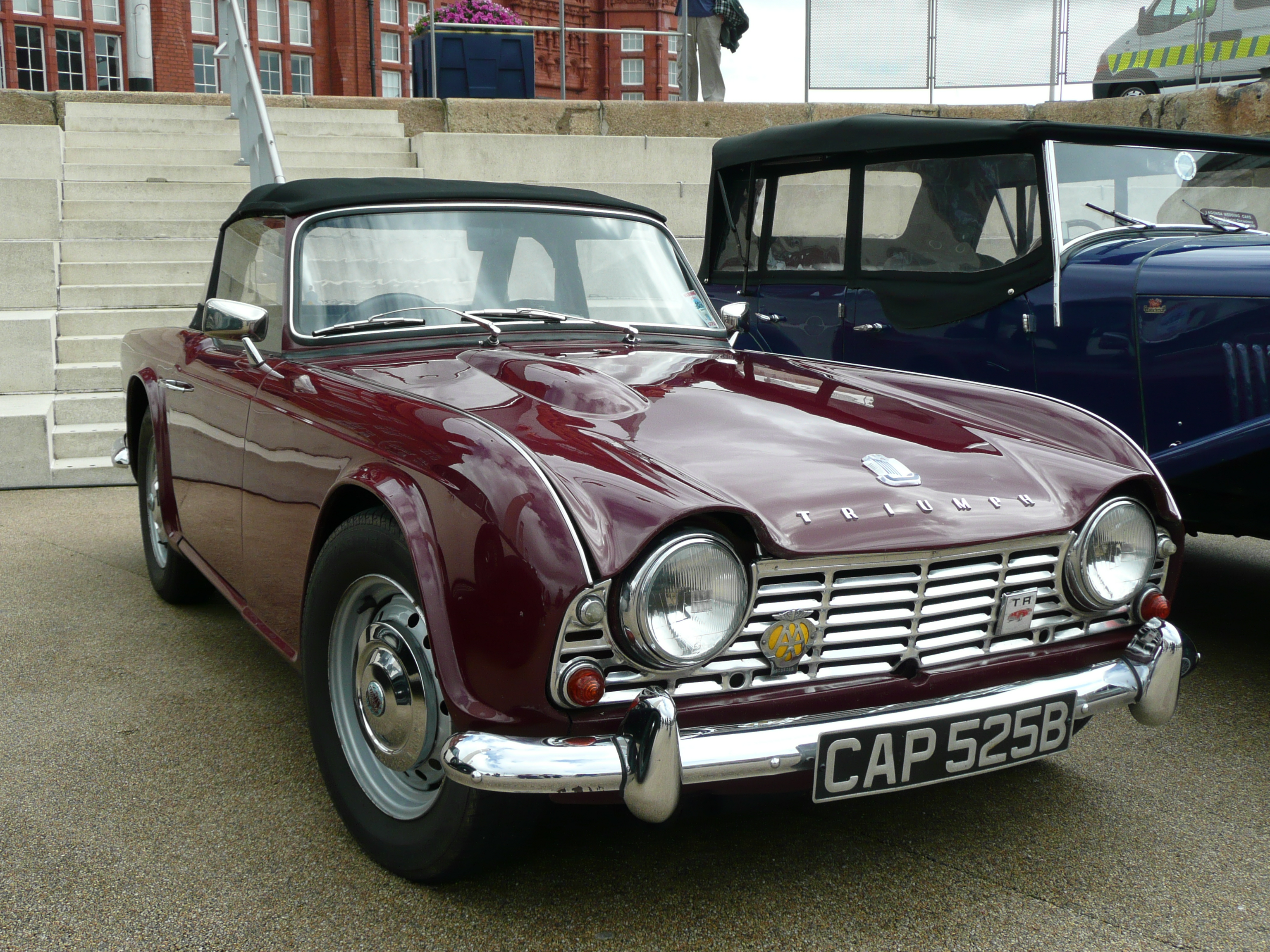
TR4

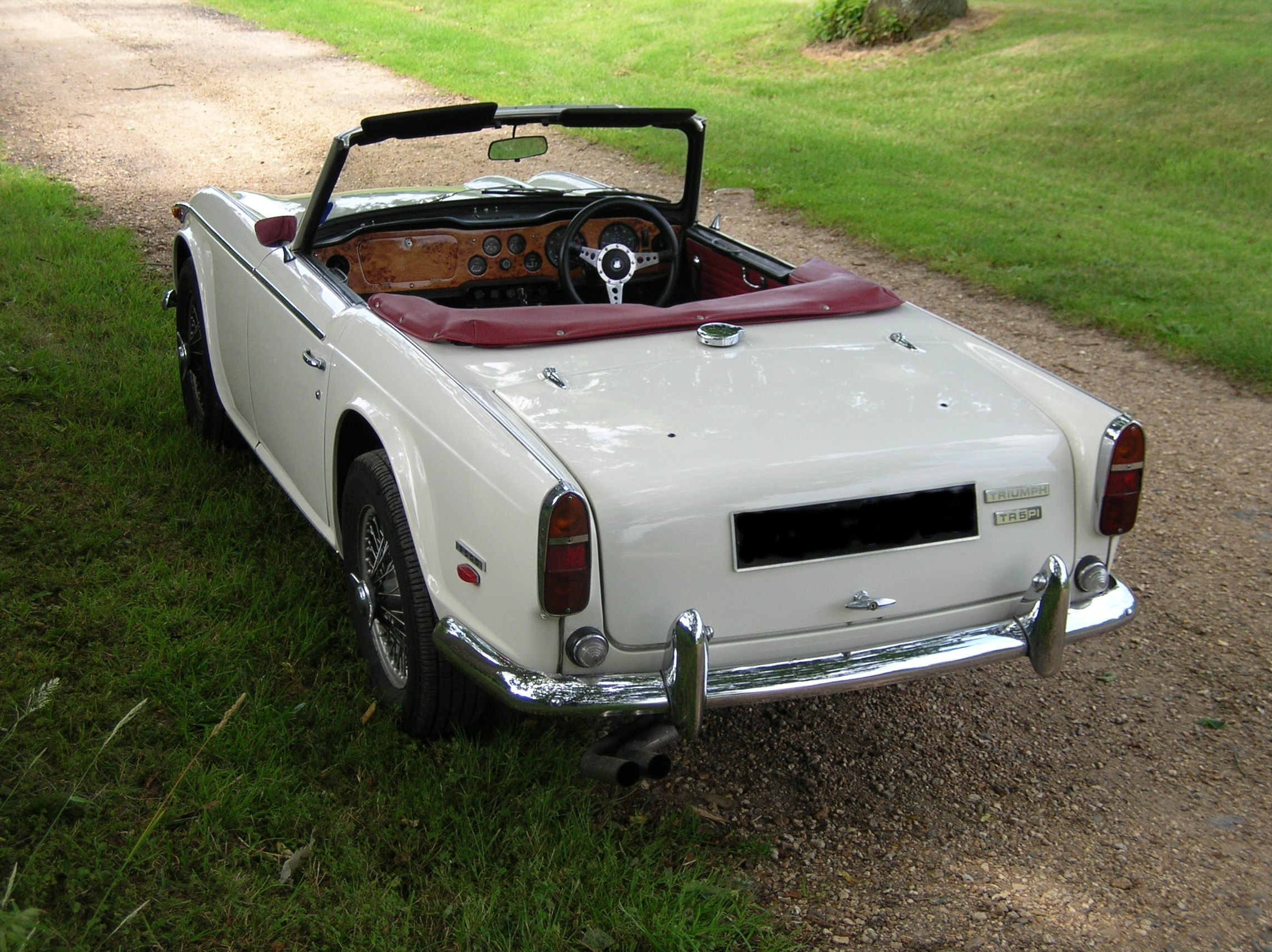
TR5

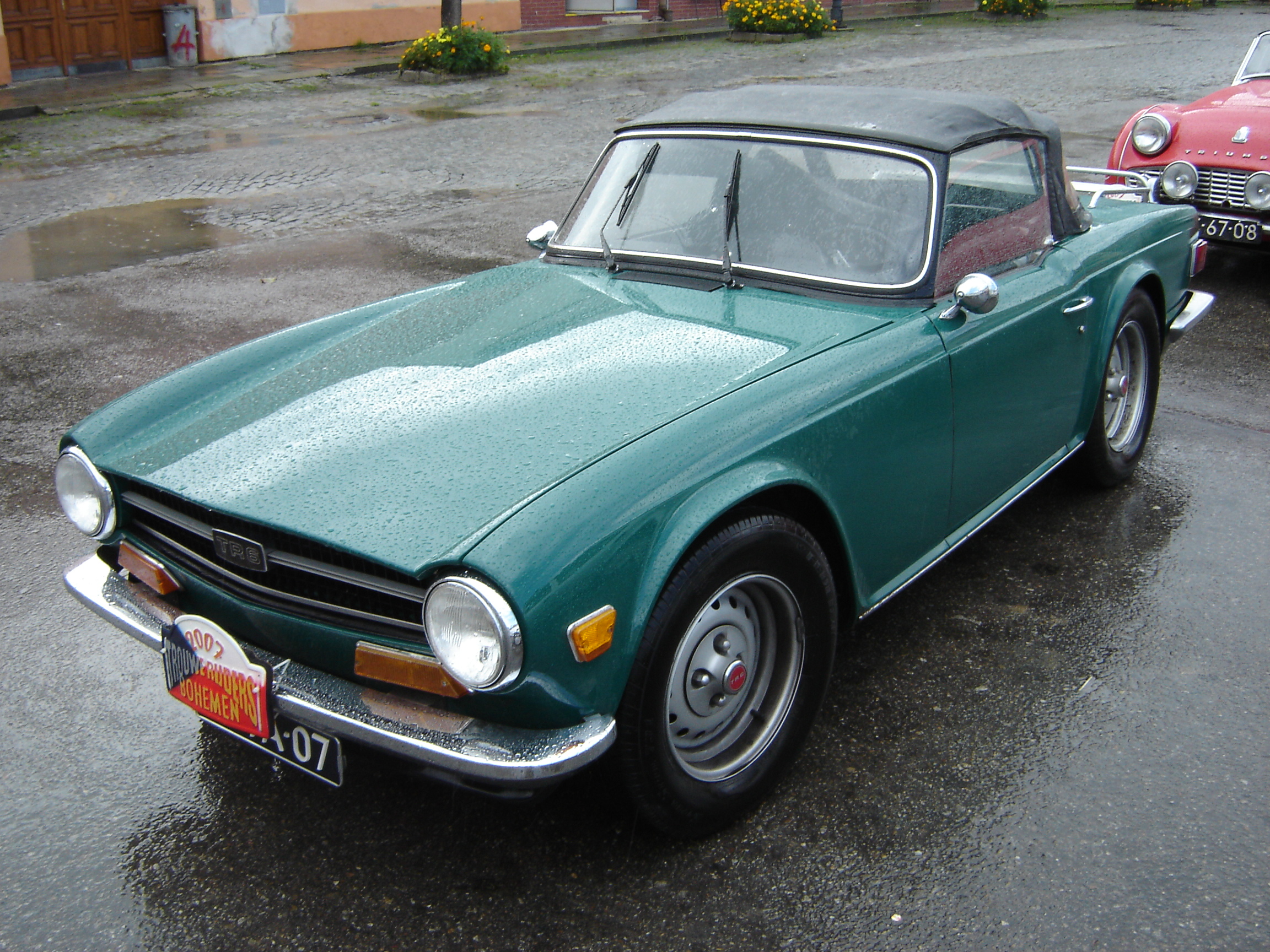
TR6

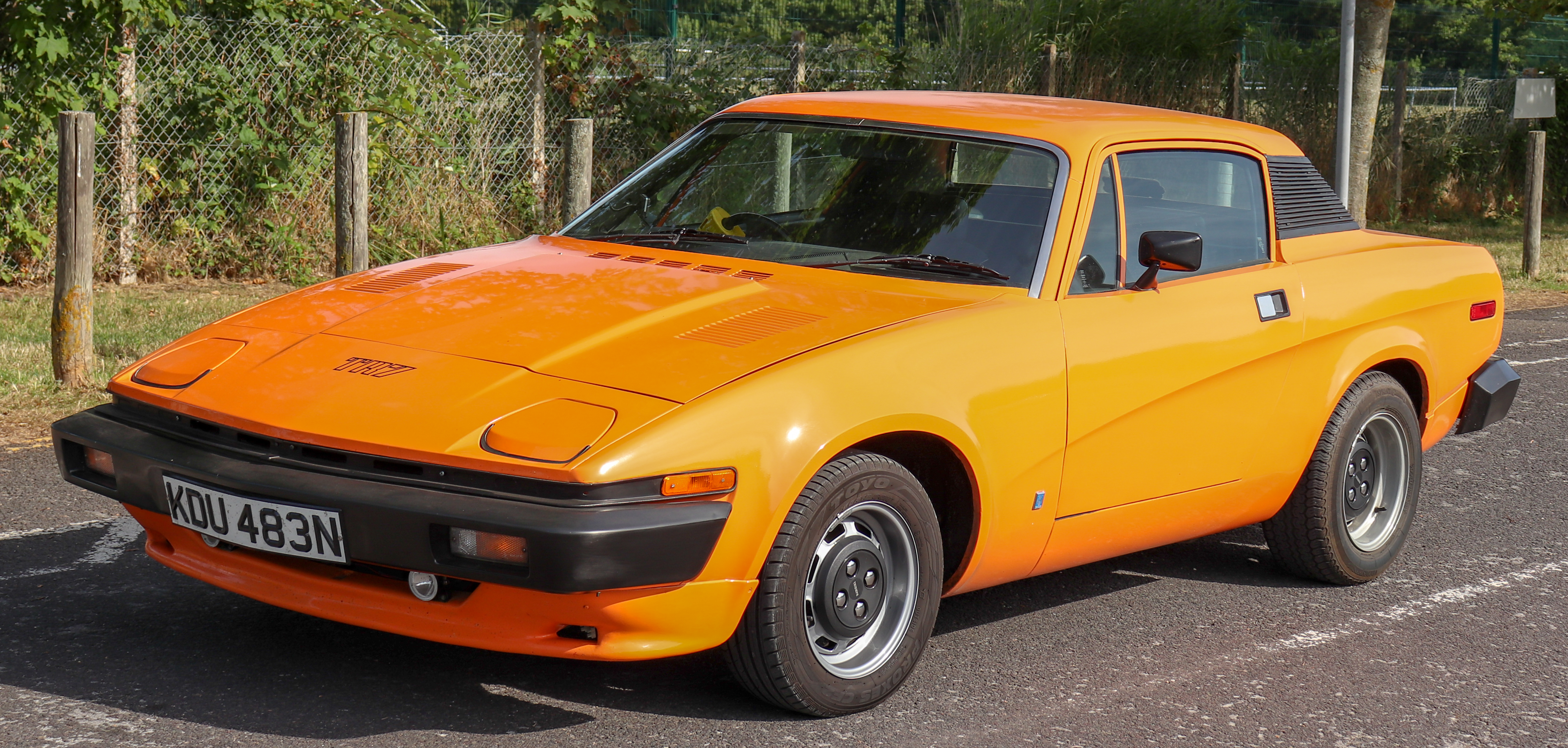
TR7

トライアンフ・TRは、イギリスの自動車メーカー・トライアンフが1953年から1981年まで生産したスポーツカーのシリーズ名である。TRとはTriumph Roadsterの頭文字である。最初のTR1はプロトタイプに終わり、生産型はTR2からTR8となる。

## TR1(1952年)
1952年秋のロンドン・モーターショーでデビュー。主に主要輸出先のアメリカにおいてMG・
TDとジャガー・XK120の中間の市場を狙う目的で、わずか8週間で開発された観測気球的なプロトタイプである。
当時のスタンダード・トライアンフのチーフスタイリスト、ウォルター・ベルグローブによる、起伏の大きいフェンダーと寄り目のヘッドライトを特徴とするデザインは後のTR2・TR3・TR3Aと共通だが、この時点ではテールは丸く短く、スペアタイヤを背負っていた。シャシーは1936年登場のスタンダード・フライング9の梯子型フレームに、トライアンフ・メイフラワーのダブルウイッシュボーン式独立・後輪リーフリジッドのサスペンションを取り付けたものであった。エンジンはスタンダード・ヴァンガードのOHV1991ccSUツインキャブレター付き75馬力で、車両重量も775kgと軽量であったので、最高速は90マイル(144km/h)に達した。なお、ホイールベースは2240mmであったが、これは1976年のTR6まで共通であった。
特にそのセミクラシックなスタイルが好評であったため、市販化が決定し、発売に向けてさらに開発が行われることになった。わずか8週間の開発期間では十分な熟成ができるはずもなく、操縦性など技術上の問題が未解決で、そのまま発売できる状態ではなかったのである。

## TR2(1953-55年)
TR2として市販化されるにあたっては、BRMの開発エンジニア・ケン・リチャードソンを招いてフレームが強化されて操縦性を改善すると共に、エンジンも圧縮比を8.5に引き上げて91馬力にチューンアップされた。この結果、840kgという軽量な車重にも助けられて、最高速度170km/h、0-400m加速18.6秒という、当時としては十分な高性能をマークすることとなった。車体もテール部分が延長され、トランクが設けられた。当時の価格は595ポンドと、MG・TFよりわずか5ポンド高、ジャガー・XK120の半額近くに設定され、性能に対し極めて割安であったため、市場では好評をもって迎えられた。TR2の累計生産台数は8,636台で、内5,521台がアメリカに輸出された。
また、1954年のRACラリー総合優勝など、ラリーや耐久レースでも好成績を収め、トライアンフは英国の代表的なスポーツカーメーカーの一つとして認知されることとなった。

## TR3(1955-1957年)
TR2のマイナーチェンジ版で、格子状のフロントグリルが付けられたことが外観上の変更点である。エンジンは95馬力に強化され、最高速度175km/h、0-400m加速は18.1秒となった。また、1956年10月以降、前輪ディスクブレーキがオプション装備となった。16,847台が生産された。
日本にも数台輸入されており、オーナーには石原慎太郎が含まれている。

## TR3A(1957-1961年)
再度のマイナーチェンジでヘッドライト位置がやや後退し、フロントグリルの幅も広げられ、それまでは内側のひもを引いて開けていたドアには初めて外部ハンドルが付けられた。しかしその反面、車両重量は965kgに増加した。このためエンジンは再度100馬力に強化され、最高速度177km/h、0-400m加速は18秒を切ることとなった。58,097台が生産された。なお、TR4登場後の1961-62年には、その2200ccエンジンとギアボックスを持つ「TR3B」が対米輸出用に少数生産された。

## TR4(1961-1965年)
TR4は当時のトライアンフ各車のデザインを手がけていたイタリアの新進デザイナー・ジョヴァンニ・ミケロッティによる、寄り目のヘッドライトは受け継いだものの、全く新しいボディを与えられて登場した。しかし、ホイールベースはTR1-3と同じ2240mmのままであり、トレッドが10cm拡大され、ステアリングギアがラック・ピニオン式に変更、4段ギアボックスがフルシンクロ化されるなどの改良は受けたものの、シャシーは基本的にはTR3と同じはしご型フレームが踏襲された。エンジンは2138ccに拡大され、出力は100馬力のままであったが、最大トルクは大きくなった。（日本へは従来の1991ccエンジン付きが輸入され、5ナンバー登録された）
巻き上げ式のサイドウインドウの装備など居住性は向上したものの、TR4はスマートな外観とは裏腹にTR3Aの旧式な操縦性・乗り心地を受け継いでおり、1962年に登場したライバルのMG・Bなどに比べて見劣りするようになっていた。TR4は40,253台が生産され、37,761台がアメリカはじめ日本を含む各国に輸出された。

## TR4A(1961-1965年)
外観上はフロントグリルが変更され、サイドモールが追加となった程度の変更であったが、後輪サスペンションがセミトレーリングアーム式独立となり、ロードホールディングと乗り心地が大幅に改善された。また、ダッシュボードは木目張りに改められた。車両重量は1015kgに達し、2138ccエンジンは104馬力に強化されたものの、性能はTR4と同等かやや低下していた。また、ラジアルタイヤが標準装備となった。なお、価格上昇を嫌ったアメリカ市場にはリジッドアクスル仕様が輸出された。（トランクリッドの「IRS」バッジの有無で識別される）　TR4Aは28,465台が生産され、25,390台が輸出された。

## TR5(1967-1968年)
1967年秋に登場したTR5-PI(Petrol Injection)には、トライアンフ2500PIと同じ2498cc150馬力エンジンが与えられ、最高速度200km/h、0-400m加速は16.8秒と、一躍クラストップレベルの性能を得ることになった。TR4で車体、TR4Aでサスペンションと続いたTRシリーズの近代化は、このTR5-PIでようやく完成した。しかし、排気ガス規制が厳しくなりつつあったアメリカ市場へは、ツインキャブ104馬力のTR250が輸出された。ただし後輪サスペンションはようやく独立式となっていた。
TR5は11,431台が生産され、内8,484台がTR250であった。

## TR6(1969-1976年)
1969年に登場したTR6は、ボディをドイツのカロッツェリア・カルマンによってモダナイズ（この際、寄り目のヘッドライトが失われた）、フロントのサスペンションにスタビライザーが追加され、タイヤも太くなって操縦性は改善された。エンジンは従来通り本国向けは燃料噴射付き(TR6-PI)、アメリカ向けは大幅に性能低下したキャブレター版(TR6－Carb)であった。91,850台が生産された。

## TR7(1974-1981年)
TR7は全く新しいモデルとして、厳しくなる一方の米国安全基準でオープンカーが遠からず禁止されるものと予測し、2座席クーペボディのみで開発された。この背景には、豪華装備を備えたGT志向のニッサンフェアレディZが大きく影響を与えており、実際、TR7は「トライアンフが解釈したフェアレディZ」とも言える。当時のBL社のチーフデザイナー・ハリス・マンによる奇妙なウェッジシェイプのボディに1998cc105馬力（米国仕様は92馬力）のSOHCエンジンを搭載し、車両重量も1000kgと重かったため、性能的にも平凡であった。ただし、ショートホイールベースとワイドトレッド、適切なサスペンションチューニングが功を奏し、ハンドリングが劇的に向上した。実際、CG誌1978年2月号で公開された筑波サーキットでのテスト結果では、パワーウェイトレシオに勝るポルシェ・924やサバンナRX-7と同程度の1分24秒を叩きだしている。また、シリンダーヘッドから上部をOHCながら4バルブの「トライアンフ・ドロマイト・スプリント」のものに換装し、120馬力を達成する「TR7スプリント」も計画されたが、頻発する工場のストライキのため、若干のプロトタイプと、ラリー用の競技マシン「TR7-16V Rally」（220馬力を発揮する）のみに留まった。（ただし、今日、存在するTR7をスプリント仕様に交換するキットはサードパーティから発売されている）。
1979年にはオープンモデル「TR7ドロップヘッド」が追加された。TR7ドロップヘッドは、クーペボディと比較するとスタイリングが改善されており、そこそこの需要があった。TR7は同じレイランドの同規模スポーツカーMGBと比較して不評であったとされたが、その割には1981年までに112,368台と、比較的多数が生産された。

## TR8(1978-1981年)
あまりにもアンダーパワーであったTR7に代わり、対米輸出向けにローバー・SD1用の3500cc・135馬力ローバー・V8エンジンを搭載して1978年に登場した。ほとんどが対米輸出されたが、この当時の大半の英国車と同様に品質が低く、不人気であった。生産台数は約2,750台であった。1979年にはTR7同様、「ドロップヘッド」が追加された。なお、ラリー用に、300馬力を超えるチューンを施したエンジンをフィクスドヘッドボディに搭載したモデルが「TR7-V8Rally」としてWRCをはじめとする各種ラリーに投入されている。当時のラリーでは、ターボ過給によるDOHC高馬力エンジンをミッドシップに配置して4WD駆動を行い、その馬力と重心とトラクションによる圧倒的な優位性を生かした車体が上位ランキングをしめつつある時代であった。しかし、時代遅れとも言える自然吸気OHVエンジンをFRで駆動するTR7-V8Rallyは、路面状況に恵まれたときには、NAエンジンとFR駆動による素直な操縦性が功を奏して好成績を叩きだすことがあった。これはモータースポーツ界における古典的スポーツカーの最期の勝利であった。